# Propeleda conceptionis
Propeleda conceptionis is een tweekleppigensoort uit de familie van de Nuculanidae. De wetenschappelijke naam van de soort is voor het eerst geldig gepubliceerd in 1896 door Dall als Leda conceptionis.